# Campeonato Sergipano 2006
In 2006 werd het 83ste Campeonato Sergipano gespeeld voor voetbalclubs uit de Braziliaanse staat Sergipe. De competitie werd georganiseerd door de FSF en werd gespeeld van 8 januari tot 13 april. Olímpico Pirambu werd kampioen, voorheen stond deze club bekend als Olímpico FC uit Aracaju. 

## Eindstand
| Plaats | Club             | Wed. | W  | G | V  | Saldo | Ptn. |
| ------ | ---------------- | ---- | -- | - | -- | ----- | ---- |
| 1.     | Olímpico Pirambu | 18   | 12 | 2 | 4  | 37:18 | 38   |
| 2.     | Confiança        | 18   | 11 | 3 | 4  | 33:14 | 36   |
| 3.     | Sergipe          | 18   | 10 | 6 | 2  | 30:18 | 36   |
| 4.     | Itabaiana        | 18   | 10 | 3 | 5  | 29:19 | 33   |
| 5.     | Lagartense       | 18   | 7  | 6 | 5  | 22:17 | 27   |
| 6.     | Olímpico         | 18   | 8  | 2 | 8  | 28:30 | 26   |
| 7.     | Amadense         | 18   | 6  | 4 | 8  | 21:24 | 22   |
| 8.     | Guarany          | 18   | 3  | 5 | 10 | 21:30 | 14   |
| 9.     | Riachuelo        | 18   | 2  | 4 | 12 | 18:39 | 10   |
| 10.    | Boca Júnior      | 18   | 1  | 5 | 12 | 11:41 | 8    |

|  | Kampioen, geplaatst voor Série C 2006 en Copa do Brasil 2007 |
|  | Geplaatst voor Série C 2006                                  |
|  | Degradatie                                                   |

### Kampioen
| Campeonato Sergipano de 2006         |
| Sergipe                              |
| ------------------------------------ |
| OLÍMPICO PIRAMBU Kampioen (1° titel) |